# Sanae Ishida
Pour les articles homonymes, voir Ishida.
Sanae Ishida est une compositrice japonaise née en 1979 à Nagasaki.

## Biographie
Sanae Ishida naît le 19 juillet 1979 à Nagasaki,.
Elle étudie au lycée national de musique de Tokyo (Geikô), puis est élève en composition de Mazayuki Nagatomi et d'Ichirô Nodaïra à l'Université nationale des beaux-arts et de la musique de Tokyo, dont elle est sort diplômée en 2002. 
En 2003, sur les conseils de Nodaïra, elle s'installe en France et se perfectionne au Conservatoire national supérieur de musique de Paris,, dont elle est lauréate en 2007.
En 2006, son quintette Rupture soigneuse est créé par des membres de l'Ensemble intercontemporain, et sa première pièce pour orchestre symphonique, Corps ondulant, est jouée par l'Orchestre philharmonique de Radio France lors de portes ouvertes à la Maison de la Radio.
Elle est boursière de l'Agence des affaires culturelles du Japon.
Sa musique est inspirée par les arts japonais  – Butô, arts martiaux, théâtre Nô, et les philosophies asiatiques – ichigo ichié, une fois une rencontre de bouddhisme Zen, le non agir du taoïsme. Elle créée la musique par exemple, dans l’oeuvre pour spectacle chorégraphique « Enlacement corps et sons »  tout en associant ces sources d’inspiration à sa recherche sur l’interaction entre le geste corporel et les sons.

Elle s'initie au butô à Paris et rend hommage à Ohno Kazuo avec son œuvre Cinq doigts, commande de Radio France en 2014, bâtie sur l'analyse d'une séquence chorégraphique de plusieurs secondes,.
Elle se voit attribuer le prix Hervé Dugardin par la SACEM en 2021. Précédemment elle a remporté le premier prix de composition André Jolivet, le concours international Francisco Escudero, et son oeuvre, Cinq doigts, commande de Radio France, est retenue à la commission finale du festival ISCM World MusicDays en 2017.
Elle obtient des commandes de différentes structures telles que le Ministère de la Culture français, la Radio France, la fondation Francis et Mica Salabert,la villa Albertine Fondation, l'Est ensemble, les
ensembles Linéa, Atlas, Accroche Note, HANATSUmiroir, 2E2M, Le Balcon, Talea
(NY).
Ses partitions sont éditées chez Les Éditions Musicales Artchipel ainsi que sur BabelScores.
Culturellement, la compositrice constate : « En France, je me sens japonaise ; au Japon, je ne suis de nulle part ».

## Œuvres
Parmi ses compositions, figurent notamment :
- * Trace n’est pas trace, 2007[2] ;
- Pièce pour shô et onze instruments, 2010[10] ;
- Akitsuno-no-mai, 2013[2] ;
- Cinq doigts, 2014[8] ;
- Lettres invisibles, 2014[8] ;
- Poèmes enchaînés, 2015[11] 2017[2] ;
- Quatre Feuilles et une branche, pour ensemble instrumental[6] ;
- For the birds pour acc. et vl. (2017)
- Jaunes mouvementés, pour ensemble de guitares, pièce pédagogique pour le Conservatoire de Montreuil, 2015[11]
- . Midi serein pour orchestre (2017, pièce pédagogique).
- . Saturation internet pour vlc solo, dédiée à Pierre STRAUCH (2018)
- . Enlacement corps et sons pour spectacle chorégraphique (2020)
- . Corps d'arc-en ciel pour vl. et vlc. (2021)
- . Entre couleur et vide pour soprano, saxophones, percussions et violon (2022) 
  - .Voix lactée, ontarakusowaka pour sop., fl.,cl.,acc., perc.,guit.é., alt., vlc. et cb. (2023)
- .In Pursuit of True Happiness pour fl., bsn., trp., deux percs., alt., vlc. et cb. (2024)